# Guntersdorf
Guntersdorf osztrák mezőváros Alsó-Ausztria Hollabrunni járásában. 2022 januárjában 1158 lakosa volt. 

## Elhelyezkedése

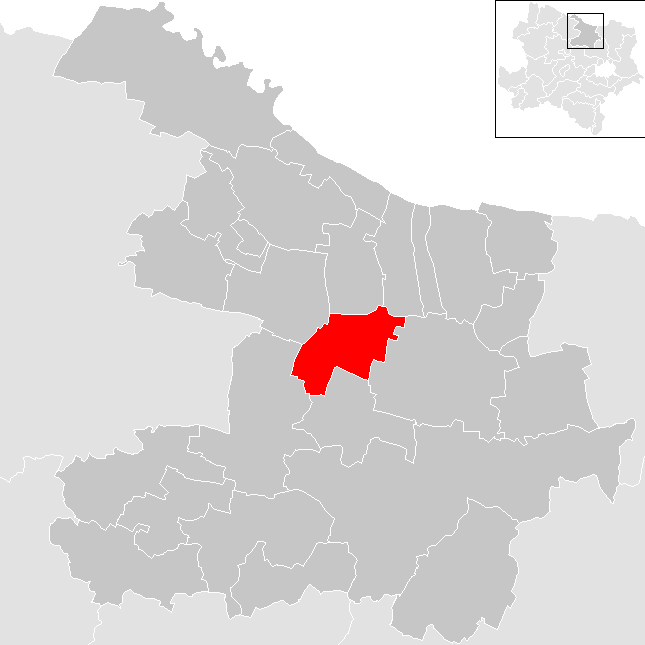
Guntersdorf a Hollabrunni járásban

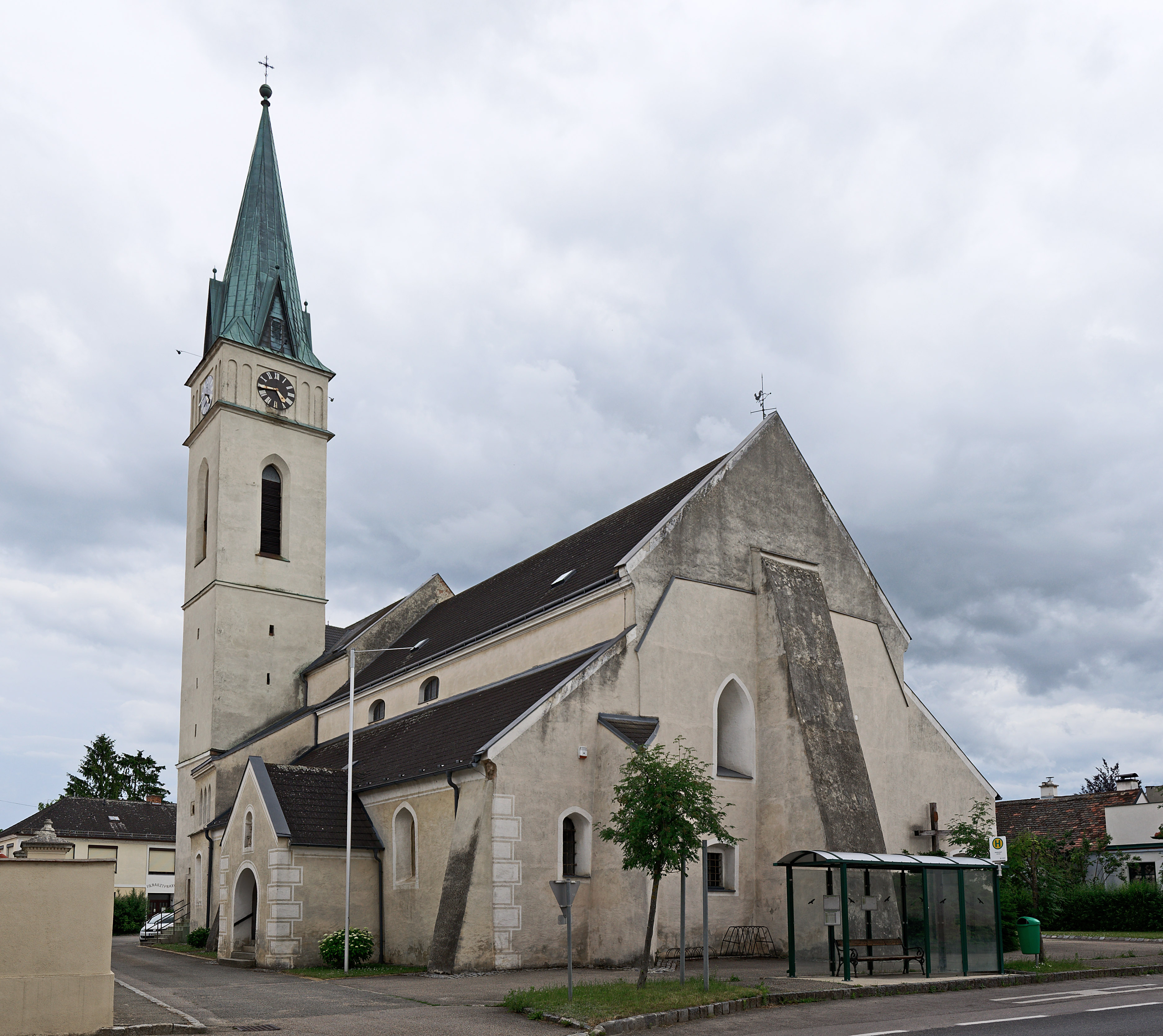
A Mária mennybevétele-plébániatemplom

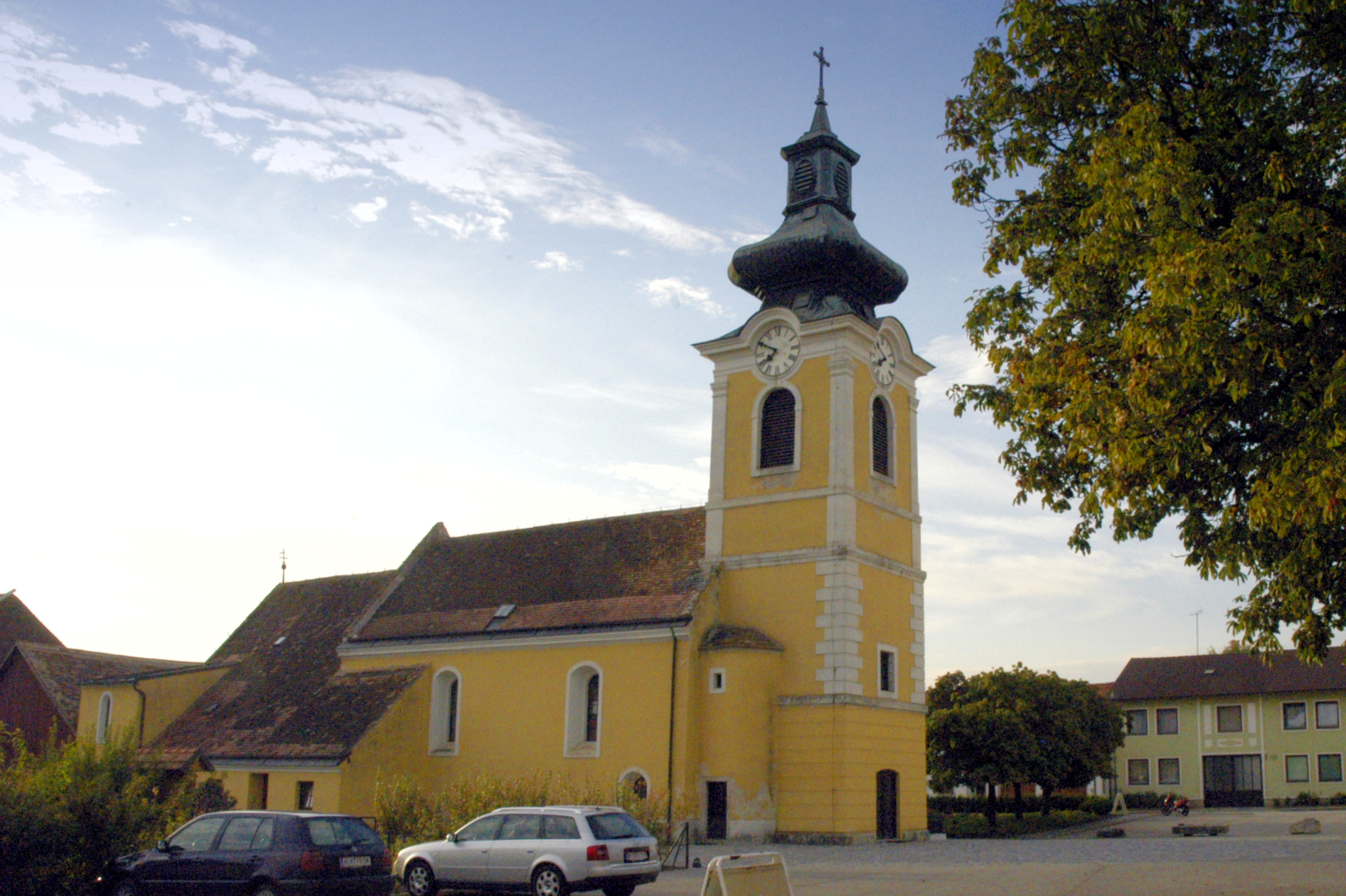
A Szt. Pongrác-plébániatemplom

Guntersdorf a tartomány Weinviertel régiójában fekszik a cseh határ közelében. Legjelentősebb folyóvize a Kleiner Gmoosbach. Területének 2,4%-a erdő, 4,5% szőlő, 85,7% áll egyéb mezőgazdasági művelés alatt. Az önkormányzat két települést egyesít: Großnondorf (332 lakos 2022-ben) és Guntersdorf (826 lakos).
A környező önkormányzatok: északra Pernersdorf, északkeletre Haugsdorf, keletre Wullersdorf, délre Grabern, nyugatra Sitzendorf an der Schmida, északnyugatra Zellerndorf. 	

## Története
Guntersdorfot 1108-ban említik először. Nevét alapítójáról kapta. Egyházközsége 1312-ben önállósult a szomszédos Wellersdorfétól és ekkor kezdték el építeni templomát; az épület csak 1366-ra készült el. A 13. századtól urai a Falkenbergek, a melki apátság vazallusai voltak. A 15. század végén Kaspar von Roggendorf, III. Frigyes kamarása kapta meg a birtokot az apátságtól és kérésére a császár mezővárosi jogokat adományozott Guntersdorfnak. 
1571 Johann von Weißpriach szerezte meg a mezővárost, akinek veje Christoph von Teufel protestáns prédikátorokat hívatott és Guntersdorfot a protestantizmus egyik bástyájává tette. A harmincéves háború során 1645-ben a svédek ostromolták a mezővárost. 1679-ben a pestis 142 guntersdorfi életét követelte. 1684-ben a protestáns Otto Christoph von Teufel helyzete tűrhetetlenné vált a katolikus dominanciájú Ausztriában és Szászországba költözött; Guntersdorfot Serényi János Károly altábornagy, császári kamarás vásárolta meg tőle. Fia 1717-ben eladta Johann Rudolph Katzy von Ludwigstorffnak; a kastély ma is ennek a családnak a tulajdonában van. 
A napóleoni háborúk során 1805-ben és 1809-ben orosz és francia katonák fosztogatták a települést. Az 1866-os porosz-osztrák háborúban a porosz katonák élelmiszert rekviráltak és behurcolták a kolerát. A lakosság az erdőkbe menekült. 1871-ben az Északnyugati vasút építésekor a helyi lakosság tiltakozott és akadályozta az építkezést, így annak nyomvonala délebbre került. 
A második világháborúban, 1944-től magyar zsidó kényszermunkásokat dolgoztattak a guntersdorfi földeken. 1971-ben a szomszédos Großnondorfot Guntersdorfhoz kapcsolták.

## Lakosság
A guntersdorfi önkormányzat területén 2022 januárjában 1158 fő élt. A lakosságszám 1890-ben érte el a csúcspontját 2143 fővel, azóta hosszas csökkenés után az utóbbi évtizedekben stabilizálódott. 2020-ban az ittlakók 95,7%-a volt osztrák állampolgár; a külföldiek közül 1,1% a régi (2004 előtti), 1,9% az új EU-tagállamokból érkezett. 1,1% az egykori Jugoszlávia (Szlovénia és Horvátország nélkül) vagy Törökország, 0,6% egyéb országok polgára volt. 2001-ben a lakosok 91,6%-a római katolikusnak, 1% evangélikusnak, 1,6% mohamedánnak, 3,8% pedig felekezeten kívülinek vallotta magát. Ugyanekkor egy magyar élt a mezővárosban; a legnagyobb nemzetiségi csoportot a németek (95,9%) mellett a szerbek alkották 1,6%-kal.
A népesség változása:

| 2016 | 1 142 |
| 2018 | 1 145 |

## Látnivalók
- a guntersdorfi kastély
- a großnondorfi Szt. Pongrác-plébániatemplom
- a guntersdorfi Mária mennybevétele-plébániatemplom
- a Nyugat-weinvierteli Színház a tartomány legkisebb, egész évben működő színháza

## Fordítás
- Ez a szócikk részben vagy egészben  a   Guntersdorf című német Wikipédia-szócikk ezen változatának fordításán alapul.  Az eredeti cikk szerkesztőit annak laptörténete sorolja fel. Ez a jelzés csupán a megfogalmazás eredetét és a szerzői jogokat jelzi, nem szolgál a cikkben szereplő információk forrásmegjelöléseként.